# Bezirk Böhmisch Brod

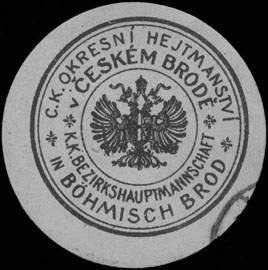
Siegelmarke C.K. Okresní hejtmanství v Českém Brodě / Bezirkshauptmannschaft in Böhmisch Brod

Der Bezirk Böhmisch Brod (tschechisch politický okres Český Brod) war ein Politischer Bezirk im Königreich Böhmen. Der Bezirk umfasste Gebiete in der Mittelböhmischen Region bzw. in den heutigen Bezirken Okres Kolín bzw. Okres Praha-východ. Sitz der Bezirkshauptmannschaft (tschechisch Okresní hejtmanství v Českém Brodě) war die Stadt Böhmisch Brod (Český Brod). Das Gebiet gehörte seit 1918 zur neu gegründeten Tschechoslowakei und ist seit 1993 Teil Tschechiens.

## Geschichte
Die modernen, politischen Bezirke der Habsburgermonarchie wurden 1868 im Zuge der Trennung der politischen von der judikativen Verwaltung geschaffen.
Der Bezirk Böhmnisch Brod wurde 1868 aus den Gerichtsbezirken Böhmisch Brod (tschechisch soudní okres Český Brod), und Schwarzkosteletz (Kostelec nad Černými Lesy) und Ríčan (Říčany) gebildet.
Im Bezirk Böhmisch Brod lebten 1869 58.849 Personen, wobei der Bezirk ein Gebiet von 12,0 Quadratmeilen und 95 Gemeinden umfasste.
1900 beherbergte der Bezirk 46.567 Menschen, die auf einer Fläche von 470,86 km² bzw. in 72 Gemeinden lebten.
Der Bezirk Böhmisch Brod umfasste 1910 eine Fläche von 470,85 km² und beherbergte eine Bevölkerung von 48.038 Personen. Von den Einwohnern hatten 1910 59 Deutsch und 47.915 Tschechisch als Umgangssprache angegeben. Weiters lebten im Bezirk 46 Anderssprachige oder Staatsfremde. Zum Bezirk gehörten zwei Gerichtsbezirke mit insgesamt 73 Gemeinden bzw. 76 Katastralgemeinden.